# Nils Bergström
Nils "Nicke" Bergström, född 28 mars 1921 i Nässjö, död 27 december 2001 i Eksjö, var en svensk bandyspelare.

## Biografi
"Nicke" Bergström är en av Sveriges främsta bandyspelare genom tiderna. Han spelade för Nässjö IF och blev 1949 svensk mästare i SM-finalen mellan Nässjö IF och Edsbyns IF, i vilken han gjorde två mål. Denna match spelades på Perstorpsgölen strax utanför Eksjö. Han spelade också i svenska landslaget. Sedan 1999 står han staty på Stora Torget i Nässjö.

## Memoar
Bergström skrev en memoar som kom ut på Argus-Eksjö förlag 1957. Där beskriver han såväl sin uppväxt med fotboll och bandy som hobbies som den långa bandykarriären som ungdom och vuxen. Han skriver också lite om sitt familjeliv och sin civila karriär. Han började som springpojke. 1935 fick han anställning som elektriker på ASEA-ägda Nässjö elektriska byrå. 1948 blev han vaktmästare på Centralskolan i Nässjö.

## Meriter
- 21 allsvenska säsonger för Nässjö IF (1938–1958)[2]
- 143 allsvenska matcher för Nässjö IF.[2] Sviten endast bruten efter 98 raka matcher år 1943 för en landskamp.
- 185 mål,[2] snitt på 1,3
- Vann den interna skytteligan 14 gånger
- 1 SM-guld, 2 SM-silver
- Sammanlagt 12 A-landskamper
- 22 landslagsmål, snitt 1,8
- Allsvensk skyttekung tre gånger – 1952, 1955, 1958[3]
- Stor grabb nr 33
- KABOM-pokalen 1941 som landslagets bäste spelare[4]
- Jönköpings-Postens guldmedalj som Smålands främste idrottsman